# Kamionacz (osada leśna)
Kamionacz – osada leśna w Polsce, położona w województwie łódzkim, w powiecie sieradzkim, w gminie Warta.
W latach 1975–1998 miejscowość położona była w województwie sieradzkim.